# Simulátor farmaření
Simulátor farmaření je podžánr simulátoru života, který spojuje prvky simulátorů sociálního života, randění a zemědělství. Ve hrách se obvykle hlavní hrdina vydává na venkov a zakládá farmu, často kvůli dědictví po zesnulém příbuzném nebo z nudy ve městě. Hráč pěstuje plodiny, chová hospodářská zvířata, interaguje s širokou škálou postav a pracuje na dosažení cíle hlavního příběhu, pokud nějaký existuje. Herní zápletky často zobrazují umírající města duchů, která musí být oživena činností hráče. Hry mají tendenci obsahovat zjednodušené a méně realistické farmaření na rozdíl od zemědělských simulátorů, jako je Farming Simulator.
Počátky žánru sahají k původní sérii Story of Seasons (dříve nazývané Harvest Moon), která byla téměř jedinou sérií s touto tematikou až do doby, než Stardew Valley, úspěšná nezávislá hra inspirovaná touto sérií, zpopularizovala simulátory farmaření jako samostatný žánr.

## Historie
Prvním příkladem tohoto žánru je hra Harvest Moon z roku 1996, která vyšla pro konzole SNES. Producent Yasuhiro Wada, inspirovaný svým dětstvím na venkově a herní sérií Derby Stallion, chtěl vytvořit hru na hrdiny s venkovským prostředím bez jakéhokoli boje. Ve hře se Pete stěhuje na venkov, aby se ujal farmy, kterou zdědil po svém dědečkovi. Hráč může prozkoumávat město a komunikovat s jeho obyvateli. Jako bonus se hráč může ve městě sblížit s vhodnými svobodnými ženami a oženit se s nimi, což z této hry činí také jeden z prvních příkladů simulátoru randění. Pozdější vlivnou hrou v sérii Story of Seasons byl spinoff Rune Factory, který tento žánr spojoval s japonským žánrem RPG (JRPG) a zahrnoval temné kobky. JRPG fúze jsou nyní známou variantou simulátorů farmaření.
Série byla až donedávna jedinou sérií tohoto žánru, a proto se často prodávala jako hra na hrdiny. Série zůstala stabilním a konzistentním produktem, ale dlouhá léta se neprodávala ve velkém počtu. V roce 2016 vydal Eric Barone hru Stardew Valley, která rychle dosáhla velké obliby a stala se jednou z nejúspěšnějších nezávislých her všech dob. Hra Stardew Valley tento typ her silně zpopularizovala a udělala z něj samostatný žánr. Následně se pro tyto hry začalo používat označení „simulátor farmaření“.
Po úspěchu Stardew Valley zažil žánr obrovský boom popularity a začaly vycházet další hry tohoto žánru, z nichž mnohé byly také nezávislé. Společnost Square Enix vydala v roce 2022 hru Harvestella, JRPG fúzi ve stylu Rune Factory.

## Příklady
- Coral Island
- Disney Dreamlight Valley
- Fae Farm
- Farmagia
- Fields of Mistria
- Harvestella
- Kitaria Fables
- My Time at Evershine
- My Time at Portia
- My Time at Sandrock
- Ooblets
- Paleo Pines
- Roots of Pacha
- Sakuna: Of Rice and Ruin
- Stardew Valley
- Série Story of Seasons
  - Innocent Life
  - Rune Factory
- Sun Haven
- Wylde Flowers

### Ostatní
V souladu s boomem tohoto žánru přidala aktualizace 2.0 populárního simulátoru sociálního života Animal Crossing: New Horizons (2020) možnost založit farmu a pěstovat produkty.